# 事故物件
事故物件（じこぶっけん）とは、広義には不動産取引や賃貸借契約の対象となる土地・建物や、アパート・マンションなどのうち、その物件の本体部分もしくは共用部分のいずれかにおいて、何らかの原因で前居住者が死亡した経歴のあるものをいう。ただし、死亡原因によって事故物件と呼ばないものもあるなど、判断基準は明確に定まってはいない。

## 概要
事故物件として扱われる物件としては、以下のようなケースが挙げられる。
- 殺人、傷害致死、火災（放火ないし失火）などの刑事事件に該当しうる事柄で死者の出た物件
- 事件性のない事故、自殺、災害（地震による崩壊など）や孤独死などで居住者が死亡した物件

これらは俗にいう心理的瑕疵に該当するものであるが、広義には近隣に暴力団などの反社会的勢力（またはその疑いのある者）が居住する場合、以前に事故物件に該当する事件が特にないにも関わらず「幽霊が出る」など科学的根拠のない噂が原因で住人の定着率が極端に悪いなど、前居住者の安否には直接該当しない案件も含まれうることに注意が必要である。
逆に、前居住者が死亡した経歴のある物件であっても、孤独死や病死などの事件性のない（とはいえ、孤独死の場合は自殺との境界線が曖昧な例も多々あるが）自然死が原因であるものや、夜逃げや人間の生死に該当しない刑事事件が原因で、前居住者が逮捕されるなどの要因で空き家となったものについては、広義の心理的瑕疵には該当するが、必ずしも事故物件としては取り扱われない場合がある。
宅地建物取引業法の重要事項説明においては、シロアリの加害履歴や雨漏り、地震や地滑り被害などの物件そのものの損傷による物理的瑕疵などに並んで、事故物件の心理的瑕疵についても告知すべき項目であるとされているが、その事項の遡及期間については明確な定めがなく、おおむね民事裁判上の判例による処が大きいとされる。そのため、過去に事故物件に該当する事件が発生した場所であっても、リフォームなどを経た後にその後数代の居住者が特に何事もなく居住したような物件の場合には、後々になって過去の事故案件が判明することで係争事項となる場合もあるのが実情である。
2020年6月、国土交通省は「事故物件」について、不動産業者が入居予定者らに伝えるべきかどうかの指針案を初めてまとめた。対象は住居用で、オフィスなどは対象外。告知が必要でない事案は、病死、自然死、日常生活に伴う事故死。告知すべき事案は、他殺、自殺、階段からの転落や入浴中の転倒・不慮の事故(食べ物をのどに詰まらせるなど)以外の事故死、事故死か自然死か不明な場合、長期間放置され臭いや虫が発生するなどした場合。ただし他殺や自殺、不慮の事故以外の事故死は、賃貸と売買とで条件は異なる。賃貸の場合、死亡からおおむね3年間は告知するものとし、それ以上経過した物件は告知する必要がない。売買の場合、死亡からの期間にかかわらず告知が必要となる。
2021年10月、国土交通省は、「不動産取引における心理的瑕疵に関する検討会」での議論を踏まえ、「宅地建物取引業者による人の死の告知に関するガイドライン」を策定した。